# Avera (Georgie)
Avera je město v Jefferson County, v Georgii, ve Spojených státech amerických, asi 200 km východně od Atlanty. V roce 2011 žilo ve městě 246 obyvatel.

## Demografie
Podle sčítání lidí v roce 2000 žilo ve městě 217 obyvatel, 99 domácností, a 60 rodin. V roce 2011 žilo ve městě 129 mužů (52,4%), a 117 žen (47,6%). Průměrný věk obyvatele 39 let.